# 26 Sagittarii
26 Sagittarii är en Am-stjärna i stjärnbilden Skytten.
26 Sagittarii har visuell magnitud +6,21 och är svagt synlig för blotta ögat vid god seeing. Den befinner sig på ett avstånd av ungefär 205 ljusår.